# Luciano Asley Rocha Carlos
Luciano Asley Rocha Carlos (født 19. juni 1977) er en tidligere brasiliansk fodboldspiller.
Han har spillet for flere forskellige klubber i sin karriere, herunder Oita Trinita og Sagan Tosu.